# Controverses sur le gaz de schiste

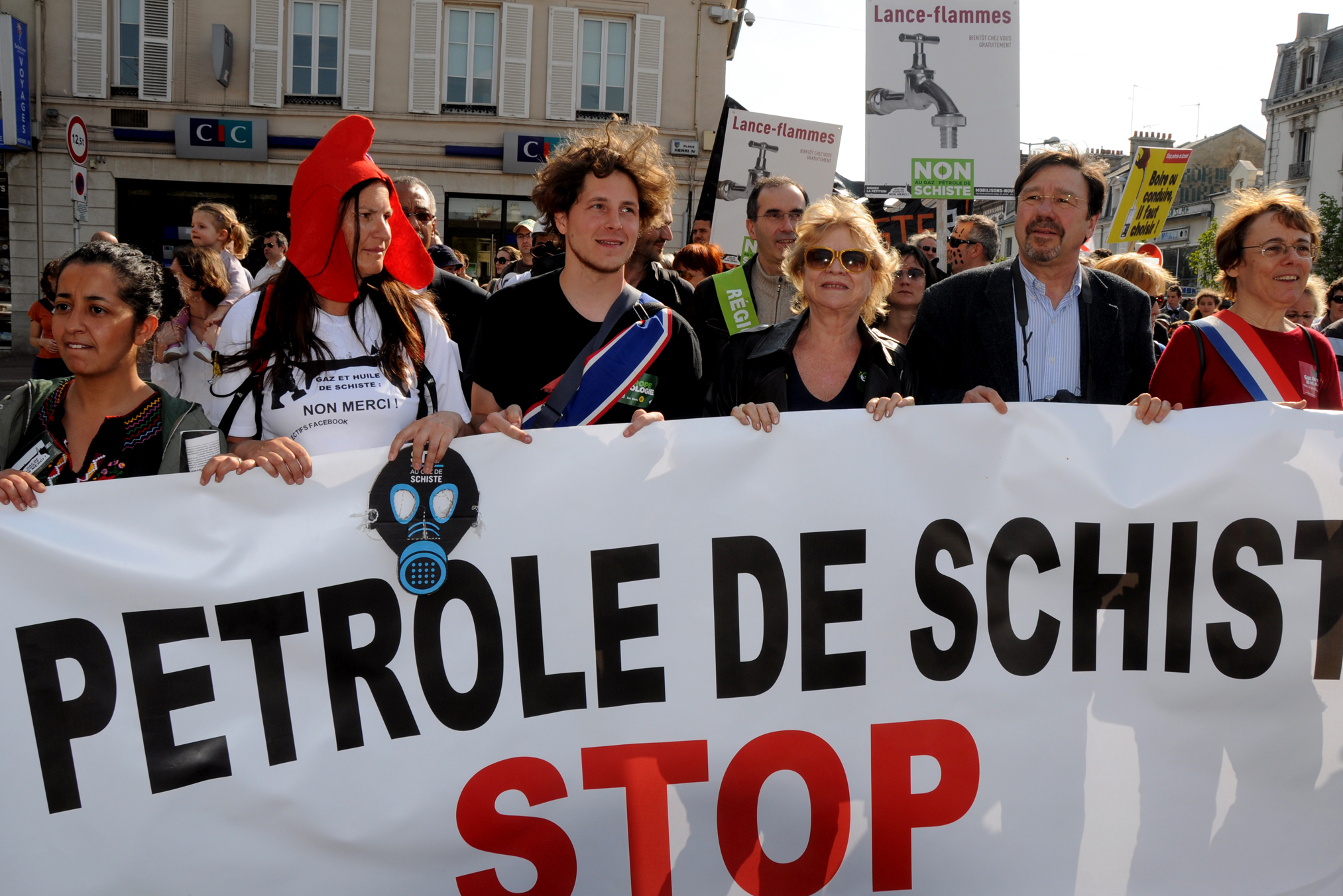
Manifestations contre l'extraction du gaz de schiste en France

Une controverse sur l'impact environnemental et sanitaire induits par la fracturation hydraulique pour l'extraction du gaz de schiste est apparue en 2010, notamment par le biais de l'EPA qui - à la demande du Congrès américain - a décidé une étude « sur les eaux potables et la santé publique », et la publication d'une première synthèse par la revue American Scientist. 
Après trois années d'utilisation, il y a eu plusieurs constats de « fuites » importantes de gaz dans l'environnement aux États-Unis, et de contamination de nappes phréatiques superficielles par du gaz et des fluides de fracturation, selon l’expert Stéphane Sainson et l'Institut Français du Pétrole en raison d'un défaut de cimentation de la partie supérieure du forage. 
Le congrès américain a réservé en 2010 un budget pour ces questions et l'EPA a confié à son Bureau de recherche et développement (Office of Research and Development ou ORD) une étude scientifique à lancer en 2011, après des ateliers de travail et consultations d'experts (de juillet à septembre 2010) et appel public à expertise concernant les effets possibles de la fracturation hydraulique sur les ressources en eau potable. L'EPA prévoit une évaluation de l'étude par des pairs.
Des manifestations de citoyens et d'associations ont eu lieu dans divers pays en opposition à ce mode d'extraction ainsi qu'à l'usage continu d'énergies fossiles quand ils militent pour un passage aux énergies renouvelables. Un film, Gasland, lui-même au cœur d'une controverse technique a contribué à alerter les populations à ce sujet. 

## Les arguments du débat

### Le bilan énergétique global
Les caractéristiques physico-chimiques du gaz de schiste sont les mêmes que celles du gaz naturel, donc proches de celles du méthane. En conséquence, sa combustion engendre du CO2, et son rejet accidentel dans l'atmosphère accroît les émissions de gaz à effet de serre ; le méthane a un potentiel de réchauffement global 25 à 70 fois plus élevé que le CO2. Une étude préliminaire de l'université de Cornwell semble indiquer que l'effet de serre engendré serait jusqu'à deux fois supérieur à celui de l'utilisation du charbon, notamment à cause des importantes fuites de méthane pendant l'exploitation. Aussi le déploiement à grande échelle de l'exploitation du gaz de schiste pourrait conduire à une augmentation drastique de l'effet de serre ces prochaines années.

### Les techniques d'extraction
Les opposants au gaz de schiste avancent plusieurs types d'impacts engendrés par les techniques d'exploitation du gaz de schiste.

#### Impacts sur le site
Les grandes quantités d'eau récupérées en surface, si elles ne sont pas traitées convenablement avant d'être rejetées dans l'environnement, peuvent engendrer des pollutions conduisant à un problème sanitaire. Des volumes importants d'eau peuvent être contaminés par les produits chimiques injectés, mais aussi par les sels dissous lors du processus (métaux lourds, arsenic, sulfates, carbonates et éventuels radionucléides provenant notamment du radon et de l'uranium naturellement présents dans le sous-sol). Selon l'IFP, l'eau utilisée comme fluide de fracturation dans la houille ou les schistes bitumineux est généralement ensuite conservée dans des bassins de surface avant d'être transportée par camion-citerne ou réinjectée dans le sol. Une partie de l'eau remontée est traitée sur place (décantation, floculation, électrocoagulation) et réinjectée. 
Un film documentaire intitulé Gasland (2010), de Josh Fox, traite des impacts (sur l'eau et la santé notamment) de la fracturation hydraulique. On y voit notamment un exemple de dégazage de méthane dissous dans l'eau potable, assez important pour produire une flamme quand on présente un briquet devant le robinet au moment de son ouverture. Le documentariste y met fortement en doute les affirmations des industriels sur la sécurité du procédé. Il y critique aussi l'exemption des dispositions du Safe Drinking Water Act (loi visant à sécuriser les ressources en eau potable et à en préserver la qualité) dont bénéficie cette industrie nouvelle, grâce au Energy Policy Act (Loi sur la politique énergétique) votée le 29 juillet 2005. Cette loi exempte les liquides utilisés dans le processus d'extraction du gaz par fracturation hydraulique des dispositifs de protection mis en place par le Clean Air Act, le Clean Water Act, le Safe Drinking Water Act, et le CERCLA. Par un vide juridique elle libère les compagnies de l'obligation de publier la liste des produits chimiques employés dans les opérations de fracturation. 
En Pennsylvanie, début 2011, 71 000 forages d'exploitation de gaz de schiste sont actifs[réf. nécessaire]. Ils produisent une grande quantité d’eaux usées rejetées dans la rivière Monongahela, qui alimente plus de 800 000 personnes notamment dans la ville de Pittsburgh. Ces eaux usées sont radioactives à des taux qui peuvent atteindre 1 000 fois les limites autorisées pour l’eau de boisson[réf. nécessaire]. Des niveaux un peu moins élevés de radioactivité ont été observés dans la rivière Delaware, qui alimente plus de 15 millions de personnes, dans la région de Philadelphie.
Enfin, l'exploitation du gaz de schiste est accusée d'abimer le paysage. Le réseau de gazoducs locaux doit s'adapter à la configuration changeante dans le temps du champ d'exploitation. Il faut terrasser, construire des routes et pistes pour l'accès aux engins, enfouir un réseau de tuyaux (gazoduc), ce qui est source d'impacts écopaysagers importants. Ensuite, l’exploitation de cette ressource entraînerait un impact considérable sur les paysages.

#### Impact sur les nappes phréatiques
L'exploitation de gaz de schiste est accusée de polluer les nappes phréatiques. Les multiples puits forés sont rarement cimentés sur toute leur longueur ; ce point dépend essentiellement de la législation du pays concerné. Le Texas par exemple exige une cimentation sur la profondeur concernée par la nappe phréatique et les nappes qui lui sont reliées, pas au-delà ; en conséquence, on peut constater une migration des fluides en jeu d'une façon non souhaitée ; ce problème est typique de tous les forages (pétroliers, gaziers ou autres), et connu de longue date.
Les partisans du gaz de schiste avancent qu'on sait très bien forer en profondeur (le gaz de schiste est plus bas que les nappes phréatiques) et traverser sans les altérer les nappes phréatiques.
Selon des études récentes , les techniques de forage nécessitent l’utilisation près de 600 produits chimiques dont 90% sont toxiques, certains étant classés cancérigènes, mutagènes et reprotoxiques. « On utilise dans les techniques de forage des centaines de produits chimiques qui sont pour la plupart toxiques, voire cancérigènes. Ces polluants peuvent s’infiltrer dans les nappes phréatiques, contaminer l’eau que nous consommons et donc avoir des effets sur notre santé. À cela s’ajoute la question du retraitement des eaux usées qui remontent à la surface et que nous ne savons pas traiter… » expliquait le Dr Pierre Souvet, Président de l’ASEF dans un communiqué de presse. L’ASEF s’est mobilisée pour lutter contre l’exploitation de ce gaz en France et a dénoncé ses dangers sur la santé. Dans une dépêche AFP datée du 28 août 2012, l'ASEF dénonçait les dangers de l'exploitation des gaz de schiste sur la santé. Trois jours plus tard, l'Amicale des foreurs et des métiers du pétrole (AFMP) s'insurgeait contre ces déclarations.

#### Consommation d'eau pour l'hydrofracturation
La technique s'appuie sur une très grande quantité de puits forés, chacun exigeant de grandes quantités d'eau pour l'hydrofracturation, ce qui peut poser problème dans les régions où l'eau de surface est rare. Une densité de plusieurs puits par km² est atteinte aux États-Unis sur les sites exploités de 2007 à 2010.

#### Tremblements de terre lors de la fracturation
En Grande-Bretagne, à Blackpool, deux tremblements de terre de magnitude 2,3 en avril 2011 et 1,5 en juin 2011 ont été détectés, d'après les sismologues, il y aurait un lien avec la technique de fracturation du schiste
Le mardi 21 juin 2011, l'Arkansas Oil and Gas Commission (Commission du pétrole et du gaz de l'Arkansas), fait passer un moratoire, interdisant temporairement l'exploitation par fracturation, en raison de 1220 tremblements de terre recensés provenant de cette technique depuis le début de l'année et notablement un de magnitude 4,7 sur l'échelle de Richter.

## Controverse et réglementation aux États-Unis
Face à l'inquiétude croissante d'associations de consommateurs et à certains indices jugés préoccupants par les autorités américaines, et faute de données publiées par les opérateurs, l'EPA (Agence américaine de Protection de l'Environnement), missionnée par le congrès américain, a dû en septembre 2010 demander par courrier aux neuf plus grands opérateurs du secteur de lui envoyer (volontairement, et dans un délai d'un mois maximum, des informations « opportunes et complètes », dont une liste des additifs qui composent leur fluide hydrosiliceux de fracturation du sous-sol. L'EPA rappelle dans son courrier que les industriels peuvent demander la confidentialité d'une partie des informations qui relèveraient du secret commercial « Confidential Business Information »(CBI) et qu'elles seront alors traitées comme telles.
L’EPA a demandé par écrit (lettre publique) à chacune de ces entreprises de décrire et préciser :
- la formulation des fluides de fracturation hydraulique (ou  mélange) distribués ou utilisés par elles dans les cinq dernières années, avec pour chaque formulation ou mélange, et pour chaque composant du fluide (dont produits chimiques, biocide, matières radioactives ou  tout autre composant) les renseignements suivants :  Nom chimique dans la nomenclature IUPAC  (exemple : benzène) ; Formule chimique (exemple :C6H6) ; nombre CAS (Chemical Abstract System (exemple : 71-43-2) ; Fiche signalétique ;  Concentration (par exemple : ng ou g/L) pour chaque constituant de chaque produit présent dans le fluide hydraulique de fracturation ;
- une liste des noms et coordonnées des fabricants et vendeurs de ces produits à la société ;
- si la concentration a été calculée ou déterminée analytiquement, la concentration du produit à la livraison sur le site, la méthode d'analyse (exemple : SW-846 Méthode 8260, à l'interne SOP) et de préparation de cette analyse (exemple : SW-846 Méthode 5035) utilisable pour déterminer la concentration ;
- les  fonctions et usages de chaque constituant dans chaque produit utilisé dans les fluides de fracturation hydraulique (par exemple agent solvant, gélifiant, transporteur, etc.) ;
- les agents utilisés comme « proppants » (agent de soutènement) et pour leur fabrication, en précisant si ces proppants sont, ou non, enrobés de résine (et si oui, en listant les produits utilisés dans le revêtement de résine) ;
- les quantités, qualités et spécifications de l'eau nécessaire pour répondre aux exigences du site, et la justification des exigences ;
- les quantités totales de tous les composants utilisés dans la fracturation hydraulique, et la quantité d'eau liée dans laquelle des produits chimiques ont été mélangés pour créer les fluides de fracturation, avec calcul et/ou mesures de la composition et des propriétés de ces fluides ;
- les propriétés chimiques et physiques de tous les produits chimiques utilisés, dont les coefficients de la loi de Henry, coefficients de partage (par exemple, Kow KOC, Kd), la solubilité aqueuse, produits de dégradation et les constantes et autres données utiles ;
- les données et études en sa possession, relatives à la santé humaine, à l'environnement et/ou aux effets des produits ou mélanges utilisés (pour tous les produits et composants identifiés dans la première partie du questionnaire, et pour toutes les opérations de fracturation hydraulique nécessaires à l'extraction du gaz naturel), ainsi qu'une description du processus utilisé, dont :
les politiques, pratiques et procédures employées, normalisées ou non, concernant les sites fracturation hydrauliques, dont - mais sans s'y limiter : les forages destinés à la fracturation hydraulique, en incluant les calculs ou autres indications pour le choix et la composition des fluides ou boues de forage, les caractéristiques de qualité de l'eau nécessaire à la préparation fluide de fracturation ; les relations entre la profondeur, la pression, la température, la couche et formation géologique, la géophysique, la chimie et la composition du fluide de fracturation et son volume prévu, la détermination des volumes estimés de reflux et des eaux produites, les procédures de gestion des eaux produites et de reflux ; les procédures prévues pour tenir compte de circonstances imprévues, dont perte de fluide ou de boue de forage, déversements, fuites ou toute situation d'urgence (par exemple blowout[note 2]) ; la modélisation et le choix faits des conditions de fracturation (pressions, températures, et choix des produits de fracturation) ; la détermination des proportions exactes des constituants des formulations ou mélanges utilisés dans les fluides hydrauliques, et la détermination des taux de dilution dans l’eau ;
- la modification du fluide de fracturation (et de sa composition) au fur et à mesure du processus d’injection ;
- une liste des lieux où la société ou n’importe lequel de ses membres a fourni des services ou prestations de fracturation hydraulique l’année précédente, ainsi que ceux où cela serait prévu dans les 12 mois à venir… en décrivant pour chaque site les services fournis ou à fournir, avec l'identité de tout entrepreneur que la société a engagé ou engagera pour ces actions.

Le 9 novembre 2010, l'EPA a annoncé que huit des neuf entreprises de fracturation hydrosiliceuse étaient convenues de fournir des informations pour aider l'Agence mener son étude d'impact, mais que la neuvième entreprise,  Halliburton (déjà mis en cause dans l'explosion d'une plate forme pétrolière) avait omis d'envoyer ces informations. L'EPA a donc (le 9 novembre 2010) enjoint au groupe Halliburton de lui répondre (procédure de Subpoena, introduite dans le cadre du contrôle de l'utilisation de substances toxiques et de respect de la loi (Clean Water Act). Près d'un mois plus tard (3 décembre 2010), Halliburton répondait qu'il se conformerait aux demandes l'Agence, acceptant de fournir des informations, de manière continue jusqu'au 31 janvier 2011. L'EPA se félicite de cet accord, en précisant que le subpoena reste en place en cas de non-application de cet accord.
À la suite de la détection de radium-226 dans les cours d’eau drainant le champ gazier de Marcellus Shale, et à la suite d'une étude de l'EPA, le DOE et le Département de la Santé de l’État de New-York) et General electric vont dépenser 2 millions de dollars sur 2 ans pour décontaminer des sols et sédiments pollués par la radioactivité libérée dans les rivières à partir des produits utilisés ou remontés par les fluides de forages

## Controverse et réglementation au Québec
Pour les mêmes raisons qu'aux États-Unis, de nombreux citoyens du Québec, associations et collectivités s'inquiètent des impacts directs et indirects de l'exploitation par fracturation du sous-sol. De nombreuses manifestations ont eu lieu au Québec en 2010 et 2011 pour demander un moratoire.
Les Québécois qui s'opposent aux forages  demandent au gouvernement du Québec d'au moins imposer des études d'impacts plus complètes, et pour chaque exploitation (car la composition chimique des fluides de forage et des fluides de fracturation, ainsi que les risques géologiques et l'incertitude géologique diffèrent ou varient en gravité selon le contexte géologique et écologique). Ce mode d'exploitation consomme en outre une grande quantité d'eau et semble pouvoir également en polluer des quantités significatives.
Le gouvernement québécois a exclu de l'exploitation gazière l'estuaire du Saint-Laurent en raison de la vulnérabilité de son patrimoine naturel, de son importance écologique et du nombre de personnes qui y habitent.

En théorie, la loi impose aux activités gazières de respecter les habitats d'espèces menacées ou vulnérables, mais comme le soulignent certaines municipalités, pour être appliqué, il faudrait de véritables études d'impacts ; au cas par cas, et une transparence des industriels sur les additifs qu'ils utilisent, et sur ce qu'ils deviennent ou deviendront ceux qui sont injectés et perdus dans le sous-sol avec une partie importante des fluides qui n'est ni remontée, ni traitée en profondeur par les exploitants.
Début 2011, un rapport d'enquête du Bureau d'audiences publiques sur l'environnement (BAPE), un organisme chargé de recueillir les opinions de l'industrie et de la population, révèle que des émanations « de gaz ont été détectées dans 11 sites » sur les 31 puits du Québec. À la suite de cette information, les associations d'usagers ont demandé un moratoire sur l'exploration de ces gaz controversés.

## Controverse et réglementation en France

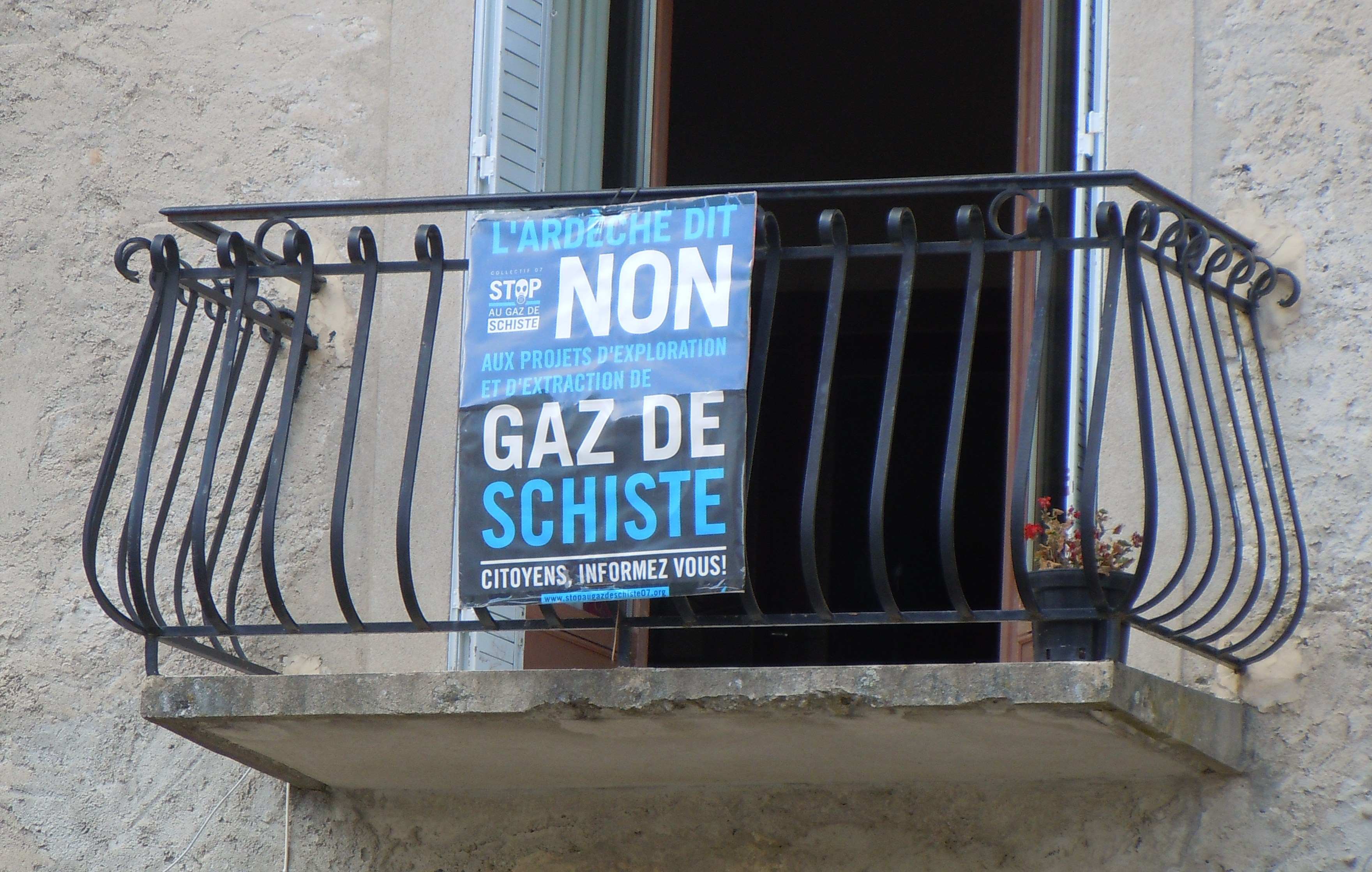
Opposition à l'extraction des gaz de schiste en Ardèche

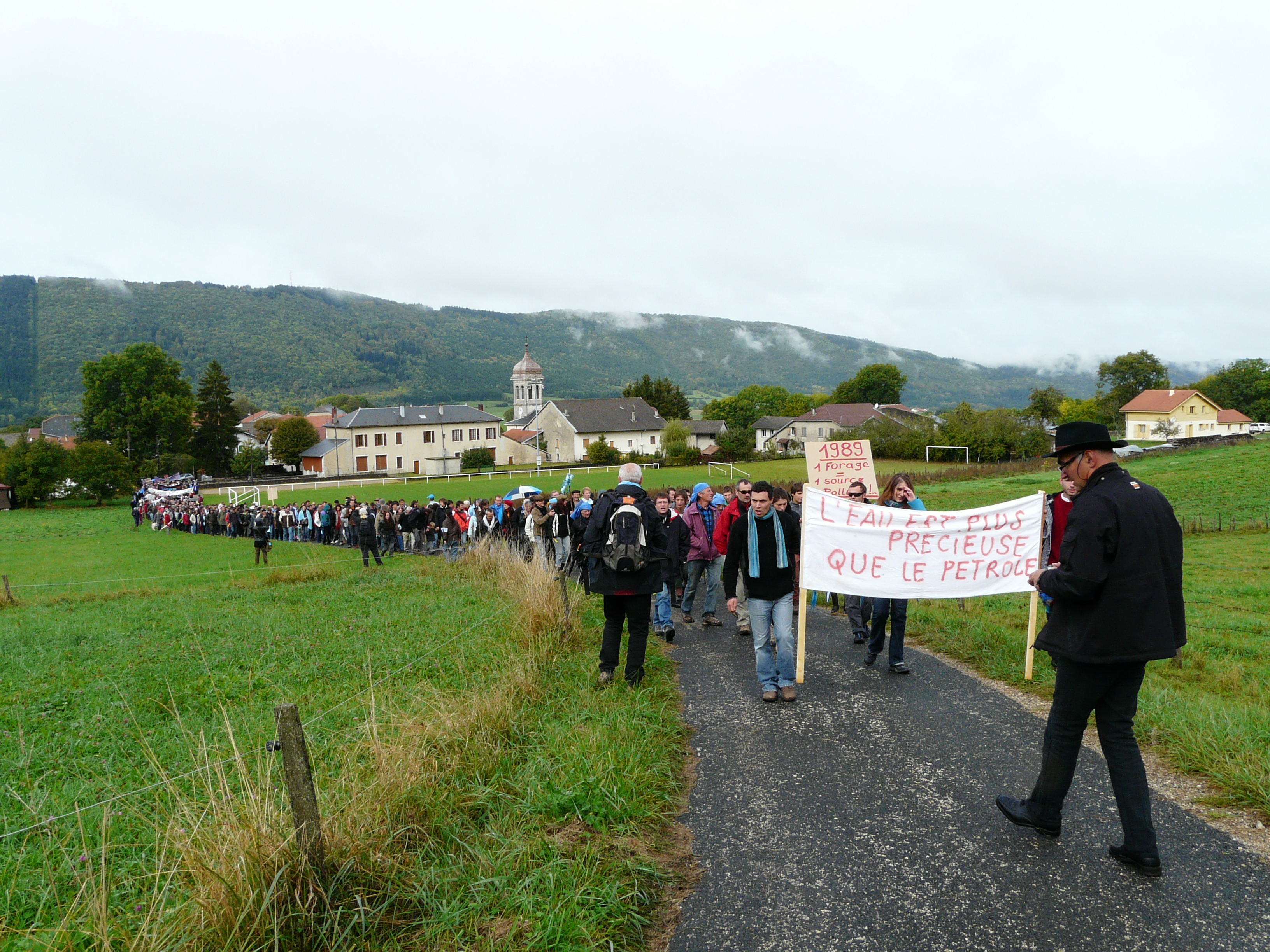
Manifestation d'opposants au forage à Lantenay (Ain) en octobre 2011

En France, la mobilisation d’opposants à l’exploitation des gaz de schiste a été remarquablement rapide et a été conjointement qualifiée de « mobilisation fulgurante »  ou de « mobilisation éclair » ,.

### Dates clés de la controverse
2010 : Le ministère français chargé de l'écologie a délivré en 2010 les premiers permis d'exploration couvrant déjà plus de 1 % du territoire, à Total-GDF-Suez dans le Sud-Est et à la firme américaine Schuepbach Energy LLC qui viserait l'exploitation des schistes du bassin sédimentaire de 4 400 km2 situé sous le plateau du Larzac mais aussi, et surtout, en Ardèche[réf. nécessaire]. Selon Corinne Lepage, le groupe australien European Gas Limited aurait obtenu un permis d'exploration dans le Nord-Pas-de-Calais et d'autres permis en Lorraine, dans la Loire et les Bouches-du-Rhône[réf. nécessaire]. La société Celtique Energie Petroleum SARL, filiale de la plus grande société exploitant des mines de charbon au Pays de Galles, a pour sa part bénéficié de deux arrêtés du ministre de l'Écologie (publiés au Journal Officiel) lui accordant l'autorisation de « rechercher des mines d'hydrocarbures liquides ou gazeux », l'un en date du 4 mars 2008 pour une superficie de 3 269 km2 dans le département du Jura (dit « permis des Moussières »), l'autre en date du 20 août 2010 pour une superficie de 1 470 km2 dans le département du Doubs (dit « permis de Pontarlier »)[réf. nécessaire].
Bien qu'aucun de ces permis ne soient des permis d'exploitation de gisement d'hydrocarbures de roche-mère, deux députés européens, José Bové et Corinne Lepage, ont demandé fin 2010 un moratoire sur la prospection des gaz de schiste en France[réf. nécessaire], notamment parce qu'ils craignent une nouvelle dégradation de la ressource en eau (10 000 à 15 000 m3 par forage) et de pollution des nappes phréatiques par les hydrocarbures, et parce qu'elle est un frein de plus à la transition énergétique du fossile vers le renouvelable. 
2011 : Début janvier 2011, le mouvement de protestation prend rapidement de l’ampleur avec la demande de la communauté de communes de Villeneuve-de-Berg d’un moratoire sur le gaz de schiste et d’un débat public avant toute exploitation et le refus officielle de toute exploitation de gaz de schiste par 65 communes dans la seule région du Languedoc-Roussillon.
Face à ces inquiétudes, en février 2011, les ministres de l'Énergie Éric Besson et de l'Écologie Nathalie Kosciusko-Morizet commandent un rapport pour l'évaluation des enjeux (notamment environnementaux) des gaz de schiste au Conseil général de l'industrie, de l'énergie et des technologies (CGIET) et au Conseil général de l'environnement et du développement durable (CGEDD). Sa publication, initialement prévue pour le 31 mai 2011, a été repoussée au mois de février 2012. Dans ses conclusions générales, le rapport souligne que l'irruption du sujet dans l'espace public français n'a pas permis un débat technique et démocratique serein, et que si les techniques utilisées sont séparément connues de longue date, la combinaison de celles-ci et l'utilisation à grande échelle a suscité des craintes. Rappelant que le principe de précaution et la loi du 13 juillet 2011 militent pour ne pas céder à l'immobilisme, le rapport conjoint suggère :
- d'engager les travaux d’élaboration d'une réglementation spécifique aux techniques liées aux hydrocarbures de roche-mère, en s’inspirant fortement des meilleurs travaux en cours aux États-Unis
- de susciter des collaborations, dans l’esprit des pôles de compétitivité, entre les différents acteurs du secteur pour la réalisation des expérimentations scientifiques
- de participer activement à des échanges entre pays européens en vue de développer les meilleures

pratiques.
De la première coordination locale créée à Millau le 4 février 2011 à la première coordination nationale organisée à Valence le 26 février 2011, il n’aura fallu que trois semaines aux opposants aux gaz de schiste pour se structurer . La mobilisation anti gaz de schiste continue de grandir pendant les mois de mars et d’avril avec notamment l'organisation d'un événement d'envergure nationale organisée par des comités franciliens anti gaz de schiste à Meaux le 16 avril 2011. 
En parallèle, une mission d'information s'est constituée à l'Assemblée nationale. Elle a rendu son rapport le 8 juin 2011, concluant sur le constat d'un désaccord entre ses deux rapporteurs.
Après le dépôt par les députés socialistes d'une proposition de loi devant être examinée le 12 mai 2011, la majorité de droite a annoncé une initiative identique. Deux députés (PS et UMP) ont préalablement déposé une résolution en vue de la constitution d'une commission d'enquête parlementaire.
En mai 2011, plus de 110 000 personnes avaient signé une pétition contre l'exploitation de gaz de schiste par un procédé chimique que les écologistes estiment très polluant pour l'environnement. Après cinq mois de contestation, les députés ont voté le 11 mai 2011 une proposition de loi UMP du député de Seine-et-Marne Christian Jacob, élaborée « au nom du principe de précaution » et avec le soutien du gouvernement[réf. nécessaire]. Celle-ci interdit l’exploration et l’exploitation des « hydrocarbures liquides ou gazeux » par « des forages suivis de fracturation hydraulique de la roche » (cf annexe texte de loi). La méthode, accusée par les écologistes de polluer les nappes phréatiques, consiste à injecter de grandes quantités d’eau et de produits chimiques afin de briser la roche pour en extraire ensuite le gaz. Les titulaires des permis déjà délivrés ont ensuite eu deux mois pour préciser leur méthode d'exploration : s'ils souhaitaient continuer à utiliser la fracturation hydraulique leurs permis seraient annulés[réf. nécessaire]. Cette loi, dite loi Jacob, est votée à 287 voix pour (principalement la majorité UMP) et 186 voix contre (opposition socialiste et communiste). Elle fait de la France le premier pays au monde à mettre en œuvre un tel dispositif législatif. 
Le PDG de Total a dit regretter l'interdiction votée par l'Assemblée nationale de la technique de la fracturation hydraulique et vouloir rechercher une autre solution pour explorer les sols et des moyens plus « propres » pour exploiter le gaz de schiste, précisant que « ce qui a été voté n'exclut pas la possibilité pour les compagnies de rester titulaires de leurs droits miniers, ce qui est d'ailleurs assez habile […] On va garder nos droits et puis faire en sorte qu'un jour les gens comprennent qu'on puisse faire de la fracturation hydraulique de manière propre ». Début septembre, le groupe a annoncé ne pas prévoir de recours à la technique de fracturation hydraulique.
À la suite de Total, tous les détenteurs de permis ont affirmé qu'ils ne recourraient pas non plus à la technologie de la fracturation hydraulique. Si ces derniers respectent effectivement la loi, le gouvernement a tout intérêt à leur laisser les permis : grâce au code minier, les résultats des recherches exploratoires seront totalement libres d'accès pour l’État. Par ailleurs, quand bien même des réserves seraient prouvées, rien ne force à proroger les permis ou à autoriser l’exploitation.
Les 26-27-28 août 2011, le mouvement d’opposition perdure néanmoins avec le rassemblement fin de 15 000 personnes à Lézan, Gard et la rédaction d’une déclaration politique élargissant la question de l’opposition à l’exploitation des gaz de schiste à celle de la transition énergétique .
Le 3 octobre 2011, trois permis jugés litigieux (sur 64 existants), l’un appartenant au Français Total, les deux autres à l'Américain Schuepbach, ont été annulés. Quelques mois après ces annulations, Total a annoncé qu’il allait déposer un recours contre l'abrogation de son permis dit de Montélimar.
2012 : Le 14 septembre 2012, le député UMP et ancien ministre de l'Industrie Christian Estrosi demande la mise en place d'une commission d'enquête parlementaire sur l'exploitation des gaz de schiste en France afin d'étudier les conséquences, les avantages et les inconvénients de l'exploitation de ces hydrocarbures au regard des nouveaux éléments scientifiques, techniques et environnementaux. 
Le rapport Gallois sur la compétitivité remis au gouvernement Ayrault le 5 novembre 2012 repose la question de l’exploitation des gaz de schiste en préconisant la poursuite des recherches alternative à la fracturation hydraulique. Le gouvernement ne donnera pas suite aux préconisations du rapport en ne retenant pas « la reprise des recherches sur l’exploitation sur les gaz de schiste parmi les grands projets destinés à relancer la compétitivité ». Toutefois, le 13 novembre 2012, le Président François Hollande déclare que la recherche sur d'autres techniques que la fracturation hydraulique "continue" en précisant que "Tant qu'il n'y a pas de nouvelle technique, j'ai dit que durant mon quinquennat il n'y aurait pas d'autorisation de permis d'exploration des gaz de schiste." .

### Arguments des promoteurs de l’exploitation du gaz de schiste en France
La France est dépendante des autres pays pour sa consommation de gaz. Elle en importe notamment de la Russie, des Pays-Bas, de l'Algérie et de la Norvège. Depuis les années 1970, la consommation de gaz a augmenté plus rapidement que celle des autres énergies. Les principaux consommateurs de gaz en France sont le secteur tertiaire, le résidentiel et l'industrie. Moins de 2 % de cette consommation provient de la production nationale. C'est avant tout dans un but d'indépendance, du moins partielle, du point de vue énergétique que la France veut développer les exploitations de ces hydrocarbures de roche-mère (selon la presse, qui se base sur une « estimation initiale » des « ressources possibles » effectuée par l'EIA, qui la qualifie elle-même d'« incertaine compte tenu de la rareté des données existantes », « son exploitation permettrait à la France de couvrir sa consommation annuelle de gaz sans importation pendant 100 ans »,).
L'exploitation de ce gaz a permis aux États-Unis d'augmenter très largement leur production de gaz et ils sont ainsi passés d'importateurs à exportateurs de gaz, ce qui a ainsi contribué à la baisse du prix du gaz dans le pays. Cette chute du prix profite aux industriels américains au détriment des Européens en particulier dans le secteur de la chimie et de la pétrochimie, avec un écart de compétitivité croissant de part et d’autre de l’Atlantique et des transferts de capacités considérables depuis l’Europe et l’Asie vers les États- Unis. Ainsi, pour certains industriels européens tels que GDF Suez, la question du gaz de schiste mérite d'être étudiée :  "de nombreuses études sont réalisées, nous participons à l'évaluation du potentiel de gaz non conventionnel en Europe" a ainsi indiqué Jean-François Cirelli.

## Controverse et réglementation en Europe
Günther Oettinger, commissaire européen à l’Énergie, a déclaré en septembre au sujet des gaz non conventionnels qu'il souhaitait "des normes communes de protection de l'environnement, pour que les États membres puissent accorder des autorisations d'exploitation dans un cadre clair". Il a ajouté que les états membres devaient avoir "de hautes exigences en matière de sécurité et de normes environnementales".